# گوردون رولینگز
گوردون رولینگز (انگلیسی: Gordon Rollings؛ ۱۷ آوریل ۱۹۲۶ – ۷ ژوئن ۱۹۸۵) بازیگر اهل بریتانیا بود.
از فیلم‌ها یا مجموعه‌های تلویزیونی که وی در آن‌ها نقش داشته است، می‌توان به باغچه سبزیجات اشاره نمود.